# GRAB

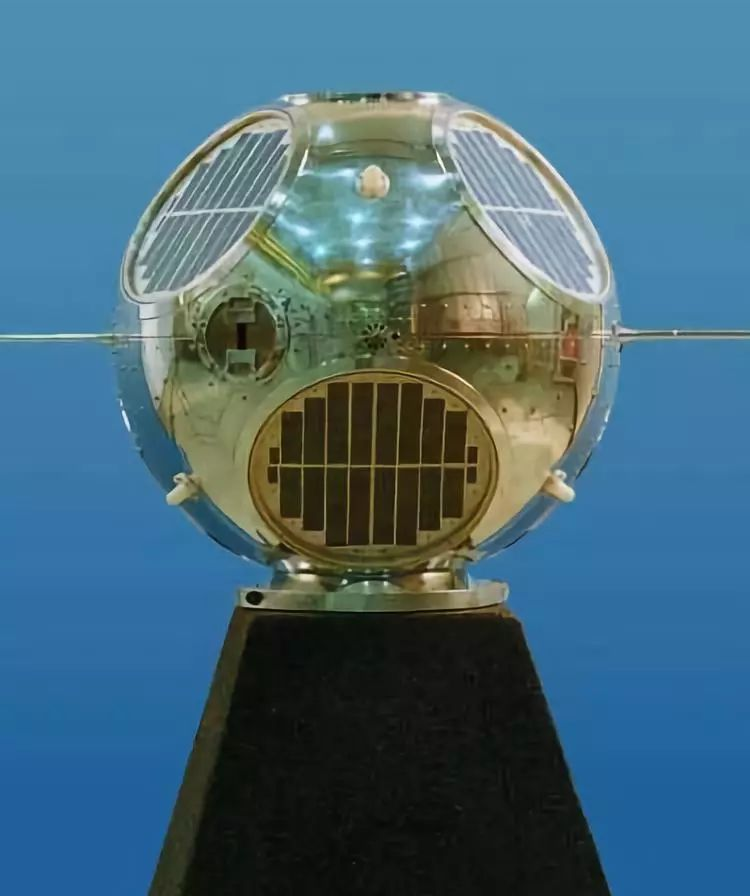
Модель спутника GRAB в Национальном музее криптографии.

GRAB (англ. Galactic Radiation and Background) — серия американских спутников, разработанных военно-морской исследовательской лабораторией. Спутники несли два набора приборов: научную исследовательскую аппаратуру (программа Солрад) и военные приборы для радиотехнической разведки. Из пяти попыток запуска две были успешными.

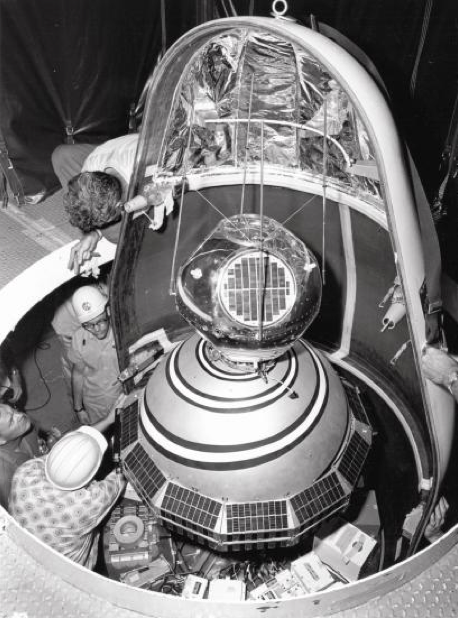
Солрад-1 (GRAB 1) установленный сверху спутника Транзит-2A в носовом обтекателе ракеты-носителя.